# Escola de Música de Manhattan
L'Escola de Música de Manhattan (anglès: Manhattan School of Music, abreujat MSM) és una escola de música de Nova York fundada el 1917. Ofereix formació de música clàssica i jazz, així com teatre musical.
Es troba en l'Avinguda Claremont, en el barri de Morningside Heights, de la ciutat de Nova York, adjacent a Broadway i el West 122 Street. El seu campus va ser originalment la llar de l'Institut d'Art Musical (que posteriorment es va convertir en la Juilliard School) fins que es va traslladar a l'àrea del Lincoln Center del Midtown de Manhattan. La propietat va ser originalment de l'Asil Bloomingdale Insane fins que l'Institut d'Art Musical el va comprar el 1910. El campus de la Universitat de Colúmbia es troba a prop, des de 1895. Molts dels estudiants viuen la residència de l'escola, l'Andersen Hall.

## Història

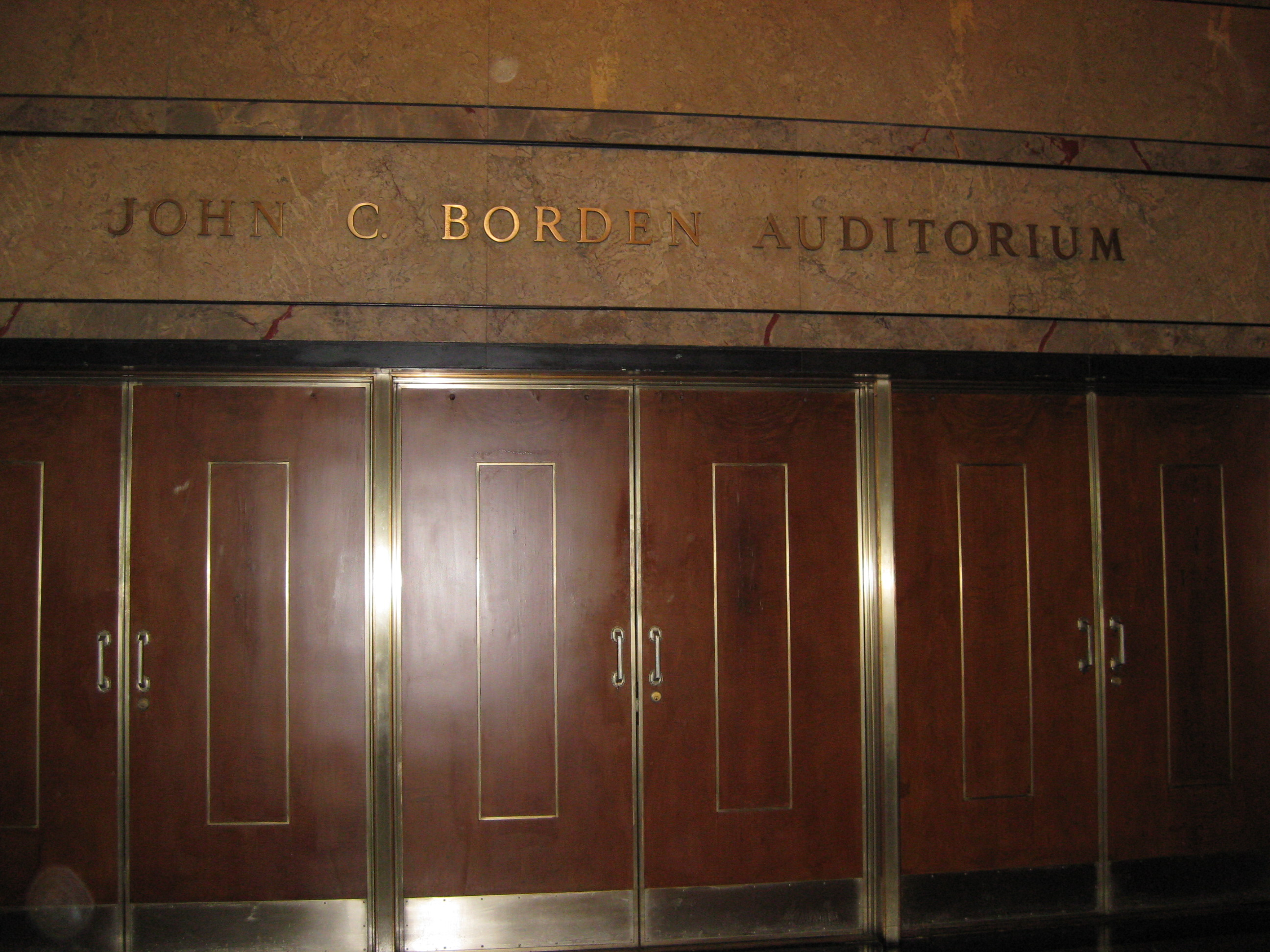
Entrada a l'Auditori John C. Brodin

Va ser fundada el 1917 per la pianista i filantrop Janet D. Schenck, a l'Upper East Side com a escola de música, impartida per músics reconeguts com Pau Casals i el violinista i pianista Harold Bauer. Finalment, el seu nom va ser canviat a l'Escola de Música de Manhattan(Manhattan School of Music)
El 1943, el creixement artístic i acadèmic de l'escola va resultar en una esmena de carta per a atorgar el grau de llicenciatura en música. El 1947 oferia el màster de música i, el 1974, el títol de doctor en arts musicals. El 1956, el Dr. Schenck es va retirar i el baríton de la Metropolitan Opera John Brownlee va ser nomenat director i després president. Brownlee va iniciar la idea de traslladar l'escola al barri de Morningside Heights. El 1969, George Schick, director d'òpera, va succeir a Brownlee com a president i va dirigir el trasllat de l'escola a la seva ubicació actual.
El 1976, John O. Crosby, fundador de l'Òpera de Santa Fe, va ser nomenat president. El 1986 li va seguir Gideon W. Waldrop i, el 1989, Peter C. Simon. L'1 de juliol de 1992, Marta Casals Istomin va ser nomenada presidenta, càrrec que va ocupar fins a octubre de 2005 quan es va retirar.
El Dr. Robert Sirota, ex director de l'Institut Peabody de la Universitat Johns Hopkins, va assumir la presidència el 2005. Va ser succeït per James Gandre, anteriorment de la Universitat Roosevelt, a partir de maig de 2013.

## Acadèmics
L'Escola de Música de Manhattan ofereix cursos de grau, màster i doctorat. Les majories clàssiques, les de jazz, les de Pinchas Zukerman Performance Program, les de Barnard College de Columbia, i més recentment les de teatre musical, participen en el conservatori.
MSM ofereix formació clàssica, jazz i teatre musical. Atorga les titulacions de Llicenciatura en Música, Mestratge en Música i Doctor en Arts Musicals. També ofereix un certificat d'estudis professionals i un diploma d'artista.

## Conjunts instrumentals

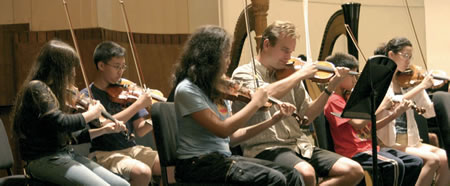
Des de 1999, la Societat Estatunidenca de Compositors, Autors i Editors i l'Escola de Música de Manhattan s'han associat per a oferir un programa de música d'estiu gratuït per a estudiants que assisteixen a les escoles públiques de la ciutat de Nova York.

Manhattan School of Music compta amb 132 sales de pràctica i 8 espais d'actuació. Hi ha tres orquestres principals: la Simfonia MSM, la Filharmònica i la Sinfonia de la Cambra. A més, molts conjunts més petits s'assemblen per a la música de cambra orquestral. El MSM Wind Ensemble també funciona durant tot l'any. El programa d'Arts de Jazz conté diversos conjunts, com la Filharmònica de Jazz (full jazz big band amb orquestra completa), l'Orquestra de Jazz, la Big Band de Jazz de Concerts, l'Orquestra de Jazz Afro-Cubana i el Conjunt de Jazz de la Cambra. Tactus, el conjunt de música de cambra contemporània, està compost per estudiants de postgrau en el Programa de Rendiment Contemporani (CPP) de l'escola.

## Llocs d'actuació
Manhattan School conté múltiples espais de rendiment, cadascun dedicat a requisits de conjunt separats. El més gran és Neidorff-Karpati Hall, on se celebren tots els concerts orquestrals i grans conjunts de jazz. El Greenfield Recital Hall i el Miller Recital Hall s'utilitzen per als solistes i petits conjunts, especialment per als recitals necessaris per a la graduació. L'espai Ades Perfomance presenta des d'operes totalment escenificades fins a música de cambra contemporània. L'estudi Carla Bossi-Comelli en el setè pis és un espai d'assaig i rendiment multiús; altres espais d'actuació inclouen el Myers Recital Hall, Mikowsky Recital Hall, Rahm Hall i Pforzheimer Hall.

## Persones notables

### Facultatius i administradors
- Raymond Beegle
- Gabriela Beňačková
- Mignon Dunn
- Paul Cohen
- Judith Clurman
- Richard Danielpour
- Andrew Gerle
- Midori Gotō
- Randy Graff
- Horacio Gutiérrez
- Thomas Hampson
- Stefon Harris
- Yehuda Hyman
- Olga Kern
- David Krakauer
- Dave Liebman
- Joe Locke
- David Loud
- Spiro Malas
- Catherine Malfitano
- James Morris
- Philippe Muller
- Ashley Putnam
- Bob Mintzer
- Jason Moran
- Jonel Perlea
- Neil Rosenshein
- Tazewell Thompson
- Pinchas Zukerman
- Jim McNeely
- Mary Watson Weaver

### Estudiants i alumni
- Annette A. Aguilar
- Ambrose Akinmusire
- Franck Amsallem
- Robert Ashley
- Angelo Badalamenti
- Jared Bernstein
- Judith Bettina
- Angela Bofill
- Luis Bonilla
- Liam Bonner
- Linda Bouchard
- Sara Davis Buechner
- Donald Byrd
- John-Michael Caprio
- Andrea Carroll[9]
- Ron Carter
- Marko Ciciliani
- Paul Cohen
- Harry Connick Jr.
- Anton Coppola
- John Corigliano
- Anthony Roth Costanzo
- Jon Cowherd
- Joshua Coyne
- Kim Crosby
- Jovianney Emmanuel Cruz
- Sebastian Currier
- Marlon Daniel
- Mark Delpriora
- Alondra de la Parra
- Josu de Solaun Soto
- Salvatore Di Vittorio
- Steven Feifke
- Ezio Flagello
- Nicolas Flagello
- Sullivan Fortner
- Steve Gadd
- Kirill Gerstein
- Elliot Goldenthal
- Susan Graham
- Dave Grusin
- Page Hamilton
- Herbie Hancock
- Edward W. Hardy
- Stefon Harris
- Megan Marie Hart
- Miho Hazama
- Ian Hendrickson-Smith
- Shuler Hensley
- Sara Hershkowitz
- Margaret Hillis
- Larry Hochman
- Daniel Hoffman (violinist)
- Jennifer Holloway
- Rupert Holmes
- Lisa Hopkins
- Paul Horn
- Helen Huang
- Lauren Jelencovich
- Aaron M. Johnson
- Scott Joiner
- Hyung-ki Joo
- Margaret Juntwait
- Marina Kamen
- Aaron Jay Kernis
- Dawn Kotoski
- Dominic Lalli
- Ben Lanzarone
- Yusef Lateef
- John Lewis
- Catherine Malfitano
- Ursula Mamlok
- Herbie Mann
- Kit McClure
- Bob McGrath
- Nellie McKay
- Johanna Meier
- Jane Monheit
- Rob Moose
- Carmen Moral
- Jason Moran
- Walter Murphy
- Max Neuhaus
- Steve Newcomb
- Elmar Oliveira
- Simon O'Neill
- Marcus Paus
- William Pell
- Leo Pellegrino
- Meghan Picerno
- Tobias Picker
- The Potash Twins[10]
- Chris Potter
- Charlie Puth
- John Bernard Riley
- Max Roach
- Larry Rosen
- Don Sebesky
- Richard Tee
- Natalie Toro
- Joseph Trapanese
- Art Tripp
- Gordon Turk
- Marilyn Tyler
- Dawn Upshaw
- David Van Tieghem
- Dirk Weiler
- Joe Wilder
- Bernie Williams
- Carol Williams
- Richard Williams
- Phil Woods
- Yung Wook Yoo
- Rolande Maxwell Young
- Dolora Zajick
- Miguel Zenón